# North Utica
North Utica – wieś w Stanach Zjednoczonych, w stanie Illinois, w hrabstwie LaSalle.